# Made in America (album)
Made in America – album koncertowy wydany przez Blues Brothers Band w 1980 roku.

## Lista utworów
1. „Soul Finger/Funky Broadway” – 2:05
2. „Who's Making Love?” –  3:33
3. „Do You Love Me/Mother Popcorn (You Got to Have a Mother for Me)” – 2:55
4. „Guilty” – 3:41
5. „Perry Mason Theme” – 2:04
6. „Riot in Cell Block No. 9” – 3:32
7. „Green Onions” – 5:45
8. „I Ain't Got You” – 2:44
9. „From the Bottom” – 3:25
10. „Going Back to Miami” – 4:01